# Pablo Pena (Texas)
Pablo Peña es un lugar designado por el censo ubicado en el condado de Starr en el estado estadounidense de Texas. En el Censo de 2010 tenía una población de 63 habitantes y una densidad poblacional de 1.520,28 personas por km².

## Geografía
Pablo Peña se encuentra ubicado en las coordenadas 26°18′13″N 98°38′26″O / 26.30361, -98.64056. Según la Oficina del Censo de los Estados Unidos, Pablo Pena tiene una superficie total de 0.04 km², de la cual 0.04 km² corresponden a tierra firme y (0%) 0 km² es agua.

## Demografía
Según el censo de 2010, había 63 personas residiendo en Pablo Pena. La densidad de población era de 1.520,28 hab./km². De los 63 habitantes, Pablo Pena estaba compuesto por el 100% blancos, el 0% eran afroamericanos, el 0% eran amerindios, el 0% eran asiáticos, el 0% eran isleños del Pacífico, el 0% eran de otras razas y el 0% pertenecían a dos o más razas. Del total de la población el 100% eran hispanos o latinos de cualquier raza.